# Das Duo
Das duo er tysk en krimiserie, der vises på ZDF. Siden 2002, er episoderne blevet udsendt med uregelmæssige mellemrum, indtil videre 18. Serien er fra München TV60 (produceret af Sven Burgemeister).
Serien er sat i Lübeck. Thure Lindhardt har medvirket som gæsterolle i serien.